# Helena Sousa
Helena Chidi Cawela de Sousa (født 7. november 1994 i Luanda, Angola) er en kvindelig angolansk håndboldspiller som spiller for Primeiro de Agosto og Angolas kvindehåndboldlandshold, som målvogter.
Hun deltog ved VM 2019 i Japan.